# Краљевска ботаничка башта
Краљевска ботаничка башта (енгл. Royal Botanic Garden) у Сиднеју је споменик културе и простире се на 30 хектара површине. Налази се на Фарм Кову на источном делу централног дела Сиднеја, у округу Сиднеј у Новом Јужном Велсу, Аустралија. Основана је 1816. године и садржи више од 7600 различитих врста биљака и садница. Изненађујуће је да су многе биљке донесене из других континената, али су се, упркос, савршено прилагодиле. У врту такође има и велики број животиња и птица. 
Отворена је 1816. године, врт је најстарија научна институција у Аустралији и једна од најзначајнијих историјских ботаничких институција у свету. Целокупна структура и кључни елементи су дизајнирани од стране Чарлса Мура и Џозефа Мејдена, а различити други елементи су дизајнирани и изграђени под надзором Алана Канингема, Ричарда Канингема и Карика Чемберса. Врт је у власништву Владе Новог Јужног Велса. Ботаничка башта додата је у Државни регистар наслеђа Новог Јужног Велса 2. априла 1999. Врт се граничи са аутопутем Кејхил на југу и западу, улицом Мацкуарие на северозападу и луком у Сиднеју на северу.
Унутар баште може се обићи и кућа владе, некадашњу резиденцију нове владе Јужног Велса, са које се на врху зидина пружа поглед на Сиднејску оперу . Шетња кроз Краљевски ботанички врт траје неколико сати. Многе породице долазе овде у току дана да се опусте и уживају у лепоти природе. Карактеристика врта је чињеница да је главни принцип овде - да се буде што ближе природи, као што је написано на самом улазу. Улаз у Краљевску ботаничку башту је бесплатан.

## Утврђивање и развој
Прва фарма на континенту Аустралије, у Фарм Кову, основана је  
1788. године од стране гувернера Филипа. Иако та фарма није успела, земљиште се од тада континуирано обрађује, налазећи начине да се постојећа необрадива земљишта учине плоднијим. Ботаничка башта је основана 1816. године на земљишту где је основана прва фарма европских досељеника на аустралијски континент, Фарм Ков. Са именовањем првог колонијалног ботаничара, Чарлса Фрејзера, 1817. године, почело је сакупљање и проучавање биљака. Много је пута одлазио у унутрашњост да би вратио биљке и примерке. Првих 100 година  Ботаничке баште било је испуњено изградњом и проширењем баште. Међутим, многе зграде и конструкције нису преживеле до данас, или су промењене.
Џон Карн Бидвил је именован за првог директора 1847. године док је савремени облик Ботаничке баште развио је углавном директор Чарлс Мур који је на тој функцији био 48 година. Мура је наследио Џозеф Мејден, који је допринео развоју Муровог пејзажа и служио је 28 година. Године 1972. изграђена је нова стаклена пирамида, прва те врсте у свету. Заменио га је Цалик, галеријски и догађајни простор 2016. године. Простор је изграђен у част 200 година Ботаничке баште. Данас је Ботаничка башта једна од најпосећенијих атракција у Сиднеју, са преко 3,5 милиона посетилаца сваке године.

## Опис
Краљевска ботаничка башта се састоји од 29 хектара обрадивог земљишта окруженог са 51 хектаром отворених паркова који чине Сиднејски домен. Башта представља велики природни амфитеатар, обавијен около и спуштен према Фарм Кову. Подељен је на четири главна подручја која се називају Доњи вртови, Средњи вртови, Дворски вртови и Бенелонг.
Јединствена најизраженија карактеристика пејзажа у башти је историјски ручно исклесани морски зид од пешчара који кривуда око Фарм Кова од Мрс Мацкуарие'с Поинт-а до Опере, одвајајући башту од луке и пружајући фокусну тачку за посетиоце и фотографе.
Распоред башта је изузетно важан, сваки простор (Средњи врт, Доњи врт, Дворски травњак итд.) одражава важну фазу у развоју баште и актуелну моду у пејзажном дизајну скоро од оснивања. Средњи врт је прва фарма. Горња башта обухвата јужни део у коме се налазе административне канцеларије, национални хербаријум као и расадник. Доња башта обухвата остатак области која се протеже северно од Средње баште до Фарм Кова.
Средњи врт је сада највише култивисани део вртова где су и аутохтоне и егзотичне врсте добро означене. Укључује пролећну шетњу познату по изложби азалеје, једној од најбољих колекција палми на отвореном на свету и сочној башти из 1970-их. Неки од Доњег врта је уредио Чарлс Фрејзер и садржи језера која посећују водене птице, укључујући аустралијске црне лабудове који се успешно размножавају у окружењу.

## Летеће лисице
Краљевска ботаничка башта је деценијама била дом велике колоније аутохтоних сивоглавих летећих лисица, велике врсте слепих мишева. Летеће лисице нанеле су значајну штету дрвећу које се користи за преноћиште, посебно око центра Палм Грове где је на десетине историјских стабала убијено или тешко оштећено.

У мају 2010. фонд је објавио план да се Летеће лисице иселе из башта тако што ће их отерати уз пуштање изузетно гласног снимљеног звука. Овај план је касније одложен неколико година због судске акције коју је покренула група за заштиту животиња, али је коначно одобрено да се настави у јуну 2012. године. До јуна 2013. слепи мишеви су у потпуности напустили башту и оштећена стабла су почела да се опорављају.
- Летеће лисице

## Шта видети у Краљевској ботаничкој башти
Краљевска ботаничка башта има много вртова које вреди посетити. Такође можете ићи у обилазак који нуди башта, да научите што више о баштама и биљкама. Ево неких од најважнијих догађаја Краљевске ботаничке баште:
- Цалик- ова галерија и простор за догађаје дом је једног од највећих зелених зидова на јужној хемисфери. [4]
- Културне туре Аборџина- на овим обиласцима са водичем ћете научити о народу Гардигал, традиционалним власницима градског подручја Сиднеја. Научићете о историји Варане-а и начинима на које Гадигал користи биљке у башти.[4]
- Аустралијска прашумска башта- у овој башти ћете видети јединствене аустралијске прашумске биљке попут црног пасуља, бурдекин шљиве и бибера.[4]
- Дворски ружичњак- ова башта се налази у делу старих дворских вртова. У њему се налази Павиљон склоништа из 1897. године. Садашњи ружичњак је девети који је засађен у башти и завршен је 2006. године.[4]
- Палмов гај- ова башта подсећа на тропску џунглу и прве палме су овде засађене 1862. године. [4]

## Референца
1. ↑  „Royal Botanic Garden - Fast Facts”. web.archive.org. 2017-02-18. Архивирано из оригинала 18. 02. 2017. г. Приступљено 2023-12-24.
2. ↑  „Sydney's Royal Botanic Gardens - Discover Sydney Parks & Gardens”. www.discoversydney.com.au. Приступљено 2023-12-24.
3. ↑  „Kraljevski botanički vrtovi u Sidneju - zanimacija.com”. Zanimacija. Приступљено 2023-12-24.
4. 1 2 3 4 5 6 7 8  „Kraljevska Botanička Bašta - Istražite Lepote Sidnejske Prirode”. bookaweb.com (на језику: српски). Приступљено 2023-12-24.
5. 1 2 3  „HMS - ViewItem”. www.hms.heritage.nsw.gov.au. Приступљено 2023-12-24.
6. ↑  „Flying-fox relocation - Royal Botanic Gardens & Domain Trust - Sydney, Australia”. web.archive.org. 2013-09-02. Архивирано из оригинала 02. 09. 2013. г. Приступљено 2023-12-24.
7. ↑  Barlass, Tim (2012-06-04). „Botanic Gardens bats given their marching orders”. The Sydney Morning Herald (на језику: енглески). Приступљено 2023-12-24.
8. ↑  Barlass, Tim (2013-06-29). „Heavy metal wins in botanic battle of the bats”. The Sydney Morning Herald (на језику: енглески). Приступљено 2023-12-24.